# Strandbadet i Hjo

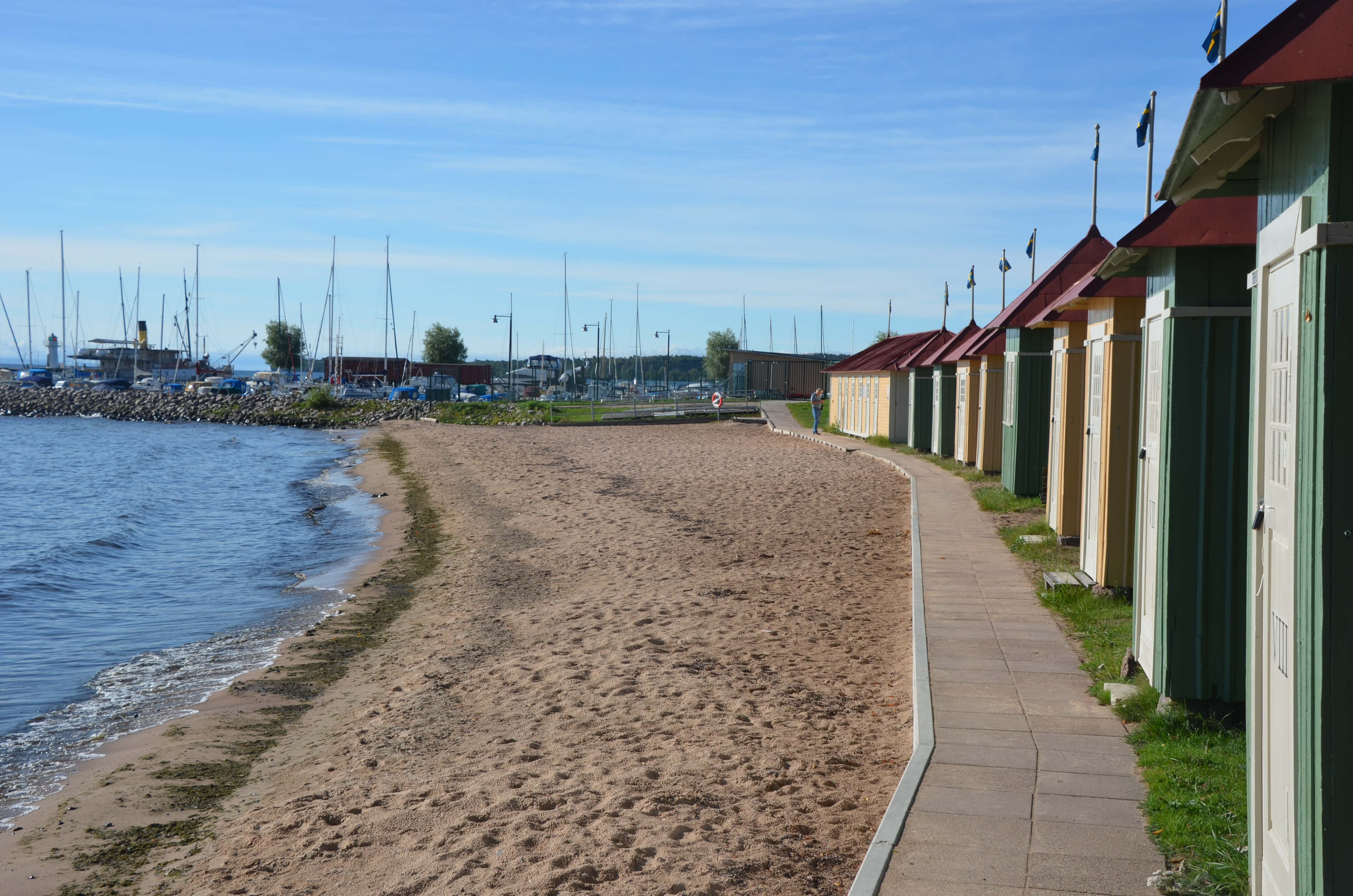
Strandbadet i Hjo med Hjo hamn i bakgrunden

Strandbadet i Hjo är en del av tidigare Hjo Vattenkuranstalt, från 1908 Hjo Badanstalt.
Vattenkuranstalten invigdes 1878 med ett varmbadhus i centrum. År 1881 tillkom ett kallbadhus omedelbart norr om Hjo hamn. När Kallbadhuset i Hjo tjänat ut, anlades i stället 1913 ett friluftsbad på stranden på samma plats i nuvarande Hjo stadspark.
Strandbadet var till en början uppdelat i ett dambad och ett herrbad med ett tätt staket emellan på stranden och ett insynsskyddande skynke en bit ut i sjön. För de åtta badhytternas utformning engagerades Lars Kellman, som också vid denna tid ritade Eirapaviljongen.
Badet består av åtta små fristående omklädningshytter. Det finns också två byggnader med omklädningsrum.
År 1918 infördes entréavgift för vattenkuranstaltens park, inklusive för strandbadet. Badet blev åter gratis efter badanstaltens konkurs 1935, då det blev en del av den kommunala Hjo stadspark. Byggnaderna på Strandbadet renoverades under 2010–2011.
År 1966 tillkom simbassängen Guldkroksbadet vid strandkanten i Hjo hamn omedelbart söder om Strandbadet.
Strandbadets byggnader, liksom de övriga byggnaderna i den tidigare vattenkuranstaltens badpark, k-märktes 2018 av Länsstyrelsen i Västra Götalands län.